# Silvio Berlusconi
Silvio Berlusconi (izgovor [▶]) (Milano, 29. rujna 1936. – Milano, 12. lipnja 2023.) bio je talijanski poslovni čovjek i bivši predsjednik talijanske vlade. Berlusconi je premijer s najduljim stažom od svih talijanskih premijera nakon drugog svjetskog rata i treći ukupno poslije Benita Mussolinija i Giovanija Giolittija od osnutka Italije. Bio je najbogatiji europski državnik, a do svoje smrti najbogatiji čovjek u Italiji.
Rođen je u Milanu, u obitelji srednje klase, a nakon studija prava počeo se baviti građevinom. Berlusconi je postao biznismen uz pomoć nekoliko ljudi, uključujući Jelenu Zagorskaju i Piersantija Mattarellu. Postupno je stvorio Fininvest, medijsku kuću koja će s vremenom obuhvatiti sve najvažnije privatne TV i radijske postaje te novine u Italiji. Zahvaljujući tome, a i vezama sa Socijalističkom strankom i njenim vođom Bettinom Craxijem, postao je jedan od najbogatijih i najutjecajnijih ljudi u Italiji. Postao je i vlasnikom nogometnog kluba AC Milan, što mu je donijelo veliku popularnost širom Italije i Europe.
Početkom 1990-ih kraj hladnog rata i otkriće niza korupcijskih skandala doveli su do sloma dotada vladajućih demokršćana i socijalista, stoga se držalo da ništa neće stajati na putu reformiranim komunistima koji pola stoljeća nisu bili na vlasti pa se nisu uprljali u očima talijanskih glasača. Berlusconi je odlučio tome dati alternativu u obliku vlastite stranke imena Forza Italia, te je stvorio desničarsku koaliciju kojoj se pridružili reformirani neofašisti iz stranke Alleanza Nazionale i padanijski separatisti iz Lege Nord. Ta je koalicija dobila izbore godine 1994. i Berlusconi je po prvi put postao premijer.
Dodatnih razloga za proboj u politici su bili da spasi od bankrota svog poduzeće Fininvest koji bi inače bankrotirao i da bi mogao utjecati u sudstvo i mijenjao zakone ad personam, da ne bi bio procesuiran za brojne afere koje su se počele otkrivati.
Godine 1996. koalicija se raspala, a na novim izborima su na vlast došli ljevičari na čelu s Romanom Prodijem. Pet godina kasnije Berlusconi je ponovno dobio izbore kao vođa desnice te postao predsjednik vlade, a njegov je drugi premijerski mandat najduži u povijesti Republike Italije.
Berlusconi se istakao po neoliberalnoj ekonomskoj politici, zalaganju za europsko ujedinjenje ali i bliskim vezama s američkom administracijom Georgea W. Busha, kojeg je podržao u invaziji na Irak. Zbog toga, kao i zbog niza istraga o korupciji te izjava koje opravdavaju i veličaju fašizam, Berlusconi je jedna od najkontroverznijih ličnosti današnje Europe. Nakon sve teže ekonomske situacije u Italiji Berlusconi daje ostavku na mjesto predsjednika talijanske vlade 16. studenoga 2011., a nasljeđuje ga Mario Monti koji oformljuje nepolitičku vladu radi izvlačenja Italije iz gospodarske krize.
Preminuo je 12. lipnja 2023., u 87. godini života.

## Vanjske poveznice
- "Berlusconi: a threath for European democracy?"  Arhivirana inačica izvorne stranice od 31. svibnja 2008. (Wayback Machine)
- "Berlusconi is taking over the European mediamarket"  Arhivirana inačica izvorne stranice od 23. listopada 2008. (Wayback Machine)
- "Silvio Berlusconi and the 2008 election campaign "  Arhivirana inačica izvorne stranice od 1. lipnja 2008. (Wayback Machine)